# كلية السياحة والفنادق (جامعة مدينة السادات)
كلية السياحة والفنادق بجامعة مدينة السادات، هي كُليّة تختص بالتعليم الجامعي وبالدراسات العليا من دبلوم وماجستير ودكتوراه في مجالات السياحة والفنادق. تأسست الكلية عام 1997  كجزء من جامعة المنوفية بمدينة السادات في مصر، ثم أصبحت تابعة لجامعة مدينة السادات عندما انفصلت عن جامعة المنوفية في 25 مارس عام 2013.

## أقسام الكلية
تشمل الكلية على 3 أقسام:
- الإرشاد السياحي.[4]
- الدراسات السياحية.[5]
- الدراسات الفندقية.[6]